# جورج سوين
جورج سوين (بالإنجليزية: George Swain)‏ هو عسكري أمريكي، ولد في 1919، وتوفي في 2000.